# Kelly Knight Craft
Kelly Dawn Moross Knight Craft, nata Guilfoil (Lexington, 24 febbraio 1962), è una politica e diplomatica statunitense, dal settembre 2019 al gennaio 2021 Rappresentante permanente alle Nazioni Unite.

## Biografia
Craft è nata nel 1962 a Lexington, Kentucky, figlia di Bobby Guilfoil e Sherry Dale Guilfoil. Suo padre, veterinario, era un attivista del Partito Democratico. È cresciuta a Glasgow, Kentucky, e si è diplomata alla Glasgow High School nel 1980. Si è laureata presso l'Università del Kentucky nel 1984. 
Nel 2007 è stata nominata dal presidente George W. Bush come delegata statunitense alle Nazioni Unite, dove il suo ruolo principale era quello di gestire il coinvolgimento degli Stati Uniti in Africa. Dirige la Kelly G. Knight LLC, una società di consulenza aziendale con sede a Lexington nel Kentucky.
Il 22 febbraio 2019 il presidente Donald Trump l'ha nominata ambasciatrice degli Stati Uniti presso le Nazioni Unite.. Il 31 luglio successivo la sua nomina viene approvata dal Senato con 56 sì e 34 no ed entra in carica il 12 settembre. Si è dimessa il 20 gennaio 2021 con l'ingresso della nuova amministrazione Biden.

## Vita privata
Craft si è sposata una prima volta con David S. Moross, quindi con Judson Knight, infine nel 2016 con Joe Craft, un miliardario dirigente delle miniere di carbone per Alliance Resource Partners, L.P., il terzo produttore di carbone negli Stati Uniti orientali.